# Meneer en mevrouw De Bok
Meneer en mevrouw De Bok waren twee typetjes, een echtpaar, gespeeld door André van Duin en Corrie van Gorp. Ze kwamen voor in een aantal sketches in een aantal afleveringen van de televisieprogramma's van André van Duin in de jaren zeventig en tachtig. 
Meneer en mevrouw De Bok zijn een volks Rotterdamse echtpaar van middelbare leeftijd, ouderwets en onhandig. Ze dragen allebei een lange regenjas, sjaal en een brilletje. Meneer De Bok draagt verder een alpinopet en mevrouw De Bok een hoedje en een damestasje. Alhoewel ze altijd worden aangesproken als meneer en mevrouw De Bok blijken ze in een sketch elkaar met "Arie" en "Bep" aan te spreken.   
Een bekende scène was die in een parkje waarin meneer De Bok het liefdesliedje "A woman in love" zong en beide een tango dansen en in hun enthousiasme in de vijver belanden. Dat leverde hilarische komedie op waarbij van Gorp tuimelt en hierbij acrobatisch achterover viel met haar benen hoog in de lucht waarbij duidelijk zichtbaar dat van Gorp van oorsprong ballerina was. Toen ze weer uit de vijver waren duwde meneer De Bok daarbij doodleuk mevrouw De Bok nogmaals in de vijver. Andere scènes met daarbij ook een rol van Frans van Dusschoten en Hans Otjes waren die in een Japans restaurant, die in een Frans restaurant waar ze 1000ste bezoeker waren en die in een dierenwinkel. 
Ook zongen ze een aantal liedjes met dubbelzinnige teksten waaronder het nummer "Ik wil met jou wel dansen maar m'n voeten doen z'n zeer". Ook verscheen er in 1989 een langspeelplaat met als titel "Feest met meneer en mevrouw De Bok".
Daarna verdween het echtpaar uit beeld.
Bij de terugkeer van de Dik Voormekaar Show in 2009 keerde het echtpaar voor korte tijd weer terug.